# Roger Altham
Roger Altham foi arquidiácono de Middlesex de 9 de fevereiro de 1717 até à sua morte em 27 de fevereiro de 1730.
Altham nasceu em Eastwick, Hertfordshire e foi educado em Christ Church, Oxford. Ele foi Reitor de St Andrew Undershaft com St Mary Axe, de seguida, de St. Botolph, Bishopsgate e, finalmente, de Santa Maria a Virgem, Latton, Essex. Ele foi enterrado na capela-mor em Latton.